# Génolhac
Génolhac är en kommun i departementet Gard i regionen Occitanien i södra Frankrike. Kommunen ligger i kantonen Génolhac som tillhör arrondissementet Alès. År 2022 hade Génolhac 820 invånare.

## Befolkningsutveckling
Antalet invånare i kommunen Génolhac
Referens:INSEE